# Kim S. Falck-Jørgensen
Kim S. Falck-Jørgensen (även omnämnd Kim Falck), född 10 november 1983 i Stavanger är en norsk skådespelare.
Falck har bland annat medverkat i TV-serien Midsommarnatt. Han har även medverkat i filmerna Troll och Bara Bea.

## Filmografi (urval)
- 2004 – Bara Bea
- 2022 – Troll
- 2024 – Midsommarnatt (TV-serie)
- 2025 – Troll 2